# لحن حبي (فلم)
لحن حبي هو فيلم موسيقي درامي رومانسي مصري من إنتاج عام 1953، بطولة فريد الأطرش، صباح، عبد السلام النابلسي، إسماعيل ياسين وغيرهم، تأليف أبو السعود الإبياري وإخراج أحمد بدرخان.

## قصة الفيلم
علي (فريد الأطرش) موسيقى مغمور يبحث عن فرصة ومتأخر عليه إيجار ثلاثة شهور لحجرة البدروم التي يستأجرها من الست أرواح (زوزو شكيب) زوجة أستاذه الموسيقار المشلول رمزي (حسين رياض) ويتمسك على بالحجرة ليكون بجوار أستاذه وإبنته فانيليا (صباح) التي يحبها من كل قلبه وتبادله الشعور رغم أنف أمها أرواح، التي كانت على علاقة آثمة مع شوقي (محمود المليجي) صاحب التياترو. كانت فانيليا تغنى بالأفراح والحفلات الخاصة، واصطحبت معها على يوما ليغنى بالحفل، ولكن تم طرده لرداءة هندامه، كما قامت أرواح بطرده من الحجرة، وإجرتها للرسام أبو زيد (عبد السلام النابلسي) بينما تعرف علي على مؤلف الاغانى البائس منظوم ناظم منتظم (إسماعيل ياسين ) وشربوا وسكروا، وذهبوا لحجرة البدروم، حيث قابلوا أبو زيد، واتفقوا ان يقيموا ثلاثتهم بالحجرة. طلب شوقى ان تغنى فانيليا في التياترو الذي يملكه حتى يتسنى لوالدها رمزي الحصول على مبلغ مائة جنيها، ليتم علاجه من الشلل، فإشترط رمزي ان يصحب ابنته كل ليلة وهي تغنى، وقام علي بوضع ألحان الاغانى التي تغنيها فانيليا. ولكن رمزي شاهد خيال شوقي وهو يحتضن أرواح، فظن ان إبنته فانيليا هي التي تقيم علاقة مع شوقي، فقرر عودتها للمنزل، وعدم خروجها للغناء، وطرد شوقي من منزله. تعرف الرسام أبو زيد على الراقصة نورا (ليلى الجزائرية) ورسم لها صورة وعرفها بصديقه المؤلف منظوم الذي ألف أغنية بإسمها، ولحنها صديقه الموسيقار علي، لترقص على أنغامها، وقد أعجبت الراقصة بالجميع، فألحقتهم بالعمل في تياترو العجائب الذي يمتلكه الاستاذ زكي (زكي إبراهيم) وقام علي بعد نجاحه بإلحاق فانيليا بالعمل معه. سافر علي إلى طنطا لإحياء أحد الأفراح، فلما عاد اكتشف زواج فانيليا من شوقي، والذي استغل مشاهدة رمزي له بمنزله، فإدعى انه جاء من أجل فانيليا ومنعا للفضيحة وافق رمزي على زواج شوقي من فانيليا. قدم علي أوبريت ناجح غنت فيه فانيليا لآخر مرة، بينما جاءت أرواح لتهديد شوق بمسدس للابتعاد عن ابنتها، وعندما دخل عليها زوجها رمزي، الذي شفى من شلله ابتهاجا بنجاح إبنته، فوجئت به أرواح، فإنطلقت رصاصة أصابت شوقي في مقتل، وتراجعت أرواح للخلف خوفا من زوجها فسقطت من الشباك، لتلقى مصرعها، نتيجة ماإقترفت يداها، وعلم زوجها رمز حقيقة علاقتها بشوقي وبرائة ابنته فانيليا، التي تزوجت من علي. 

## فريق العمل
إخراج: أحمد بدرخان.
تأليف: أبو السعود الإبياري.
بطولة:
- فريد الأطرش (علي)
- صباح (فانيليا)
- ليلى الجزائرية (نورا)
- عبد السلام النابلسي (ابوزيد)
- إسماعيل ياسين (منظوم ناظم منتظم)
- حسين رياض (رمزي)
- زوزو شكيب (ارواح)
- محمود المليجي (شوقي)
- زكي إبراهيم (صاحب الكازينو)

## أغاني الفيلم
من الحان فريد الأطرش
- خليها على الله (غناء: فريد الأطرش وكلمات: مأمون الشناوي)
- فارس الأحلام (غناء: فريد الأطرش وصباح وكلمات: مأمون الشناوي)
- نجوم الليل (غناء: فريد الأطرش وكلمات: مأمون الشناوي)
- نورا نورا (غناء: فريد الأطرش وكلمات: محمود فهمي إبراهيم)

## وصلات خارجية
- مقالات تستعمل روابط فنية بلا صلة مع ويكي بيانات
- معلومات عن الفليم[وصلة مكسورة]